# Alex Morgan
Alexandra Patricia Morgan Carrasco, ismertebb nevén Alex Morgan (San Dimas, Kalifornia, 1989. július 2. –) amerikai olimpiai és kétszeres világbajnoki aranyérmes labdarúgó. Legutóbb az észak-amerikai bajnokságban érdekelt San Diego Wave csapatának játékosa volt, valamint az amerikai női labdarúgó-válogatott keretének tagja volt.

## Pályafutása
Morgan San Dimas külvárosában, Diamond Bar-ben nőtt fel. Már kisgyermek korában komolyan kezdett a labdarúgással foglalkozni és 14 évesen csatlakozott a Buena parki Cypress Elite együtteséhez. 16 évesen a megnyerte a korosztályos Coast Soccer League (CSL) küzdelmeit, 19 évesen pedig harmadikként végzett a bajnokságban.
Tehetségére hamar felfigyeltek és a helyi iskolában három alkalommal volt az év sportolója. Elkötelezettsége a sport iránt felkeltette regionális és állami csapatok figyelmét, és kimagasló teljesítményének köszönhetően az USSF 17 éves korában beválogatta az amerikai U20-as csapatába.
2007-ben azonban egy, a férfi U20-as válogatott elleni mérkőzésen keresztszalag-szakadás szenvedett és hosszú kihagyásra kényszerült. Felépülését követően, 2008 áprilisában tért vissza a pályára és karrierje töretlenül ívelt a továbbiakban is felfelé.

### Klubcsapatokban

#### Orlando Pride
Az Orlando Pride két draft jogért cserébe megegyezett a Portland Thorns labdarúgó csapatával Alex átigazolásáról és 2015. október 26-tól a floridai egyesület tagjaként folytatta tovább pályafutását. 2016. április 23-án a Houston Dash elleni győztes mérkőzésen mutatkozott be a csapatban.

#### Olympique Lyon
2017 januárjától féléves kölcsönszerződést kötött a francia csapathoz. Elmondása szerint a klubszinten is elérhető sikerek nagyban motiválták döntését, melyet végül sikerrel koronázott meg, a bajnoki címet, a kupát, valamint a BL-serleget is megszerezte csapatával.

#### Tottenham Hotspur
Mindössze négy hónappal gyermeke születése után, 2020. szeptember 12-én három hónapos szerződést kötött az angol élvonalbeli Tottenham Hotspur gárdájával. Játékjogát az Orlando Pride megtartotta.
2020. november 7-én mutatkozott be a Spurs színeiben, december 6-án pedig tizenegyest értékesített a Brighton & Hove Albion ellen, mellyel első találatát is feljegyezhette a Women's Super League-ben. Január 8-án jelentette be, hogy visszatér az Egyesült Államokba és korábbi klubjával készül a 2021-es NWSL szezonra. Angliai pályafutása alatt négy bajnoki és egy kupamérkőzést abszolvált, melyeken két gólt ért el.

#### San Diego Wave
2021 decemberében az NWSL új résztvevőjéhez, a San Diego Wave gárdájához szerződött.

### A válogatottban
2010-ben debütált a válogatottban és tagja volt a londoni olimpián aranyérmet nyert csapatnak.
2019. április 4-én az ausztrálok elleni barátságos mérkőzésen megszerezte 100. válogatott találatát.
Három világbajnokságon vett részt, 2011-ben ezüstérmet, 2015-ben és 2019-ben világbajnoki címet szerzett együttesével.

## Sikerei

### Klubcsapatokban
Észak-amerikai bajnok (2):
- NWSL bajnok (1):
  - Portland Thorns: 2013
- WPS bajnok (1):
  - Western New York Flash: 2011

 Francia bajnok (1):
- Olympique Lyon: 2016–17

 Francia kupagyőztes (1):
- Olympique Lyon: 2017

Bajnokok Ligája győztes (1):
- Olympique Lyon: 2016–17

### A válogatottban
- Világbajnok (2): 2015, 2019
- Olimpiai bajnok (1): 2012
- Olimpiai bronzérmes (1): 2020
- Aranykupa győztes (2): 2014, 2018
- U20-as világbajnok (1): 2008
- Algarve-kupa győztes (3): 2011, 2013, 2015
- SheBelieves-kupa győztes (3): 2016, 2018, 2021
- Nemzetek Tornája győztes (1): 2018
- Négy Nemzet Tornája győztes (1): 2011
- Világbajnoki ezüstérmes (1): 2011

## Egyéb szereplései
2012-ben, Morgan részt vett egy három részből álló könyvsorozat, a The Kicks kiadásában, melyben inspirálni próbálja a fiatal lányok labdarúgás iránti szeretetét. A könyv első része a hetedik helyen végzett a kiadása utáni első héten a The New York Times-nál. A Nike, a Panasonic, a Coca-Cola, a Sports Illustrated sportmagazin, valamint a Bank of America reklámarca.
Az Electronic Arts 2015 júliusában felkérte, hogy a FIFA 16 videójáték amerikai, kanadai és ausztrál borítóján szerepeljen Lionel Messi mellett.

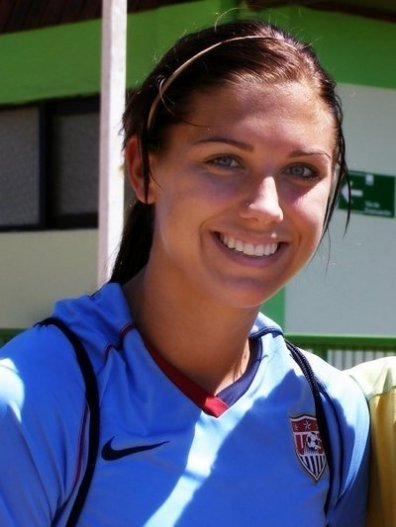
Alex Morgan 2011-ben
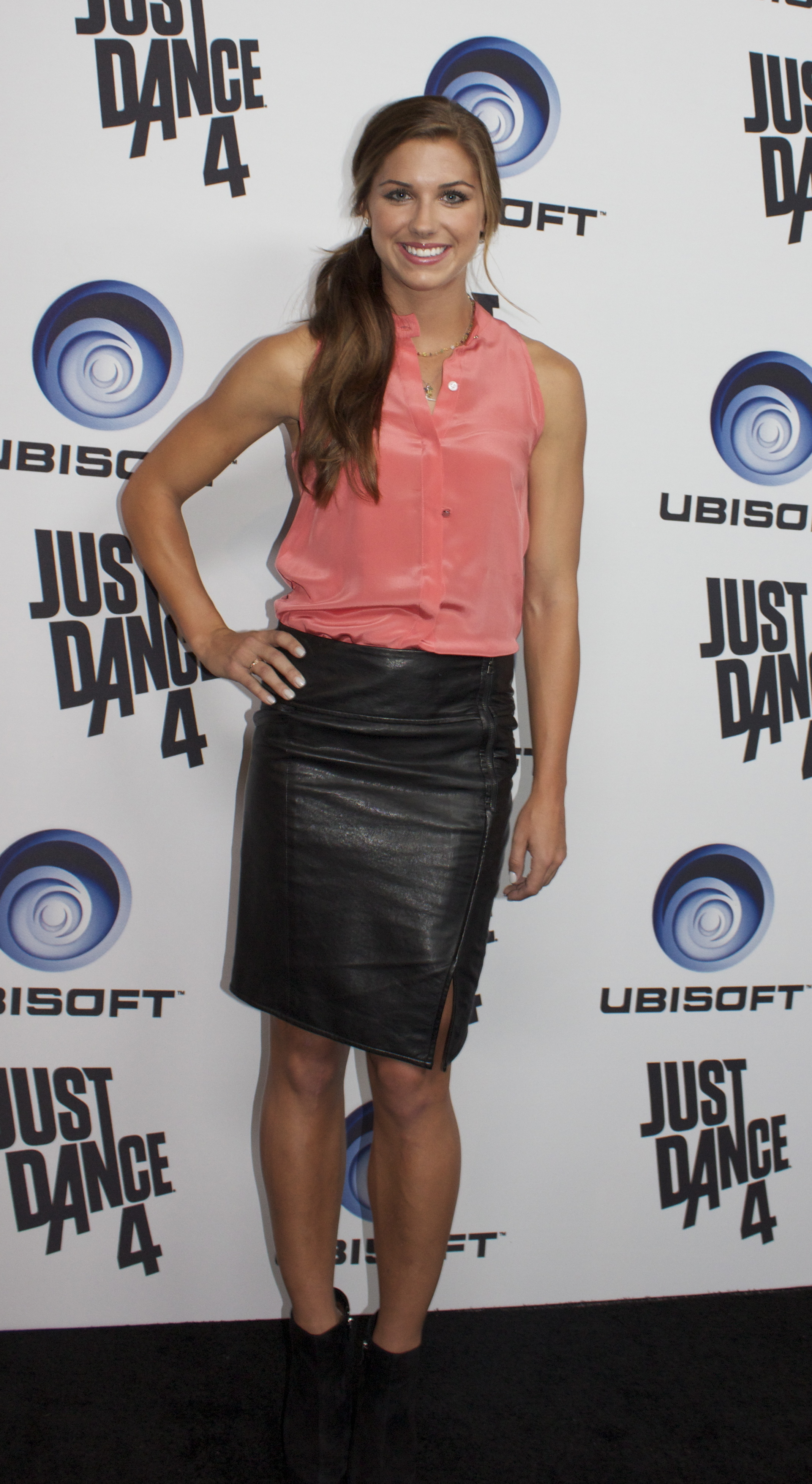
2012-ben a Just Dance 4. videójáték egyik arcaként.
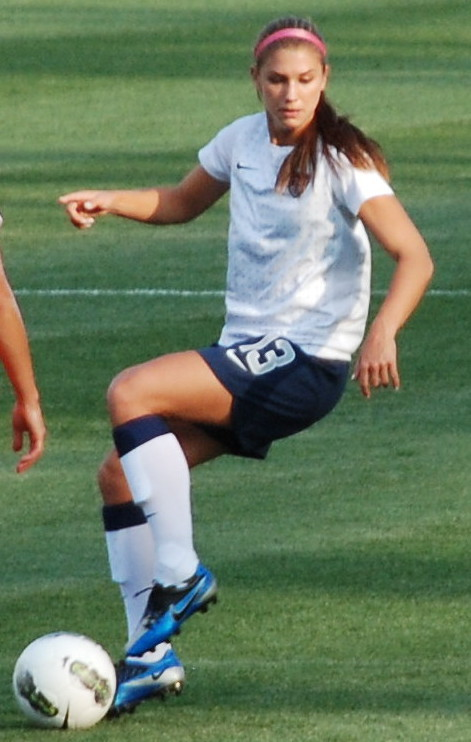
A válogatott edzésén
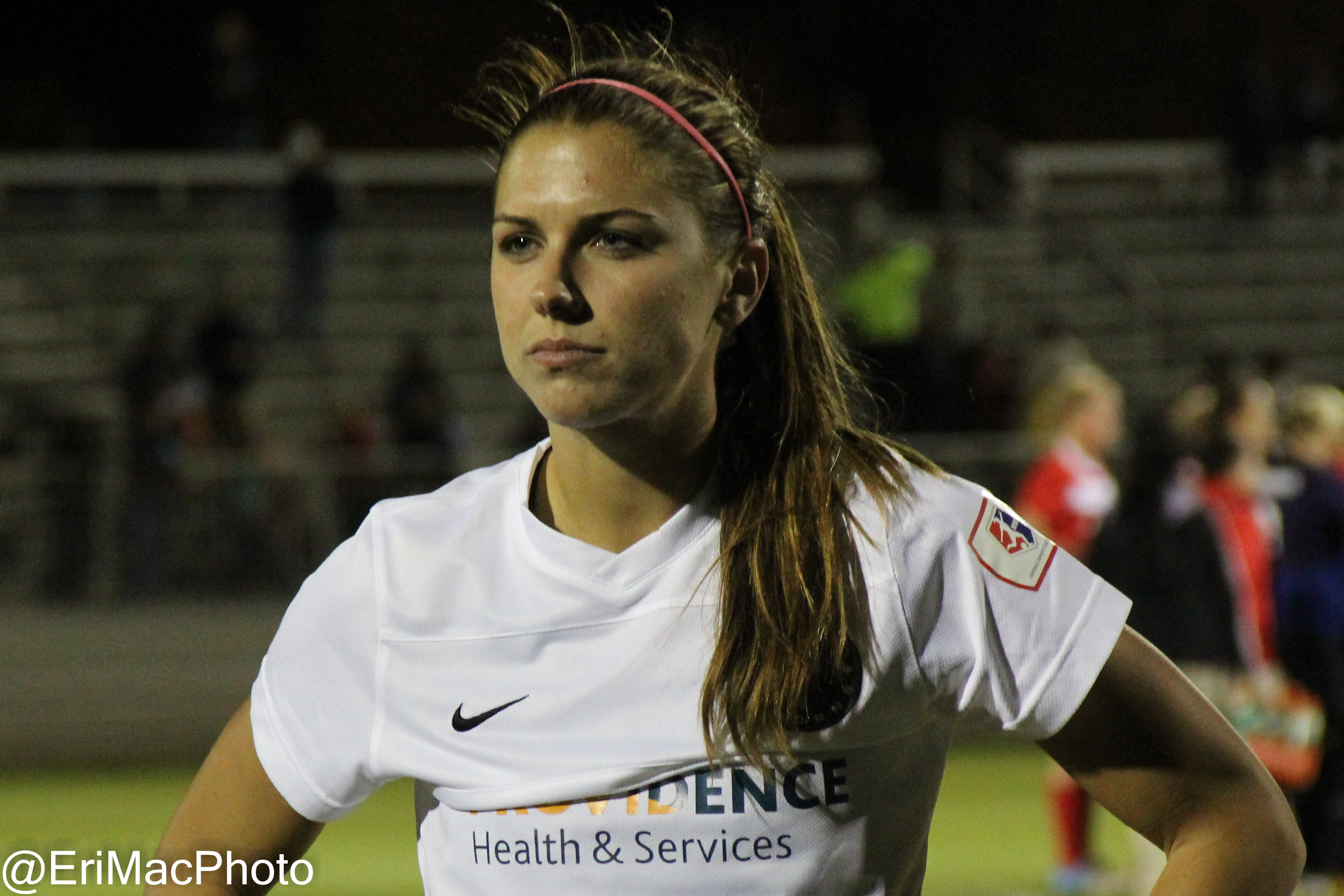
2013 májusában a Washington Spirit elleni összecsapáson.
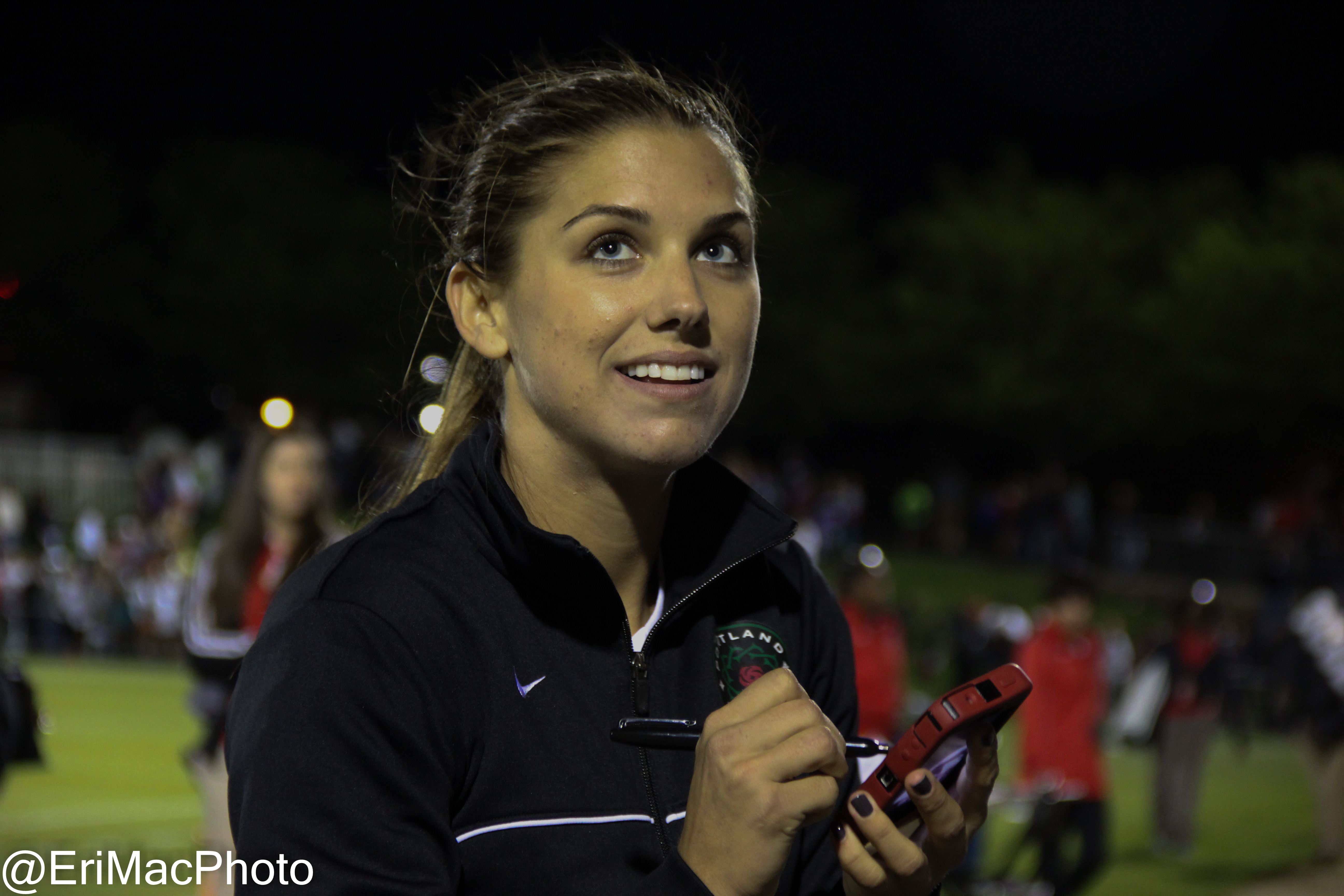
A Portland Thorns bajnoki mérkőzése után
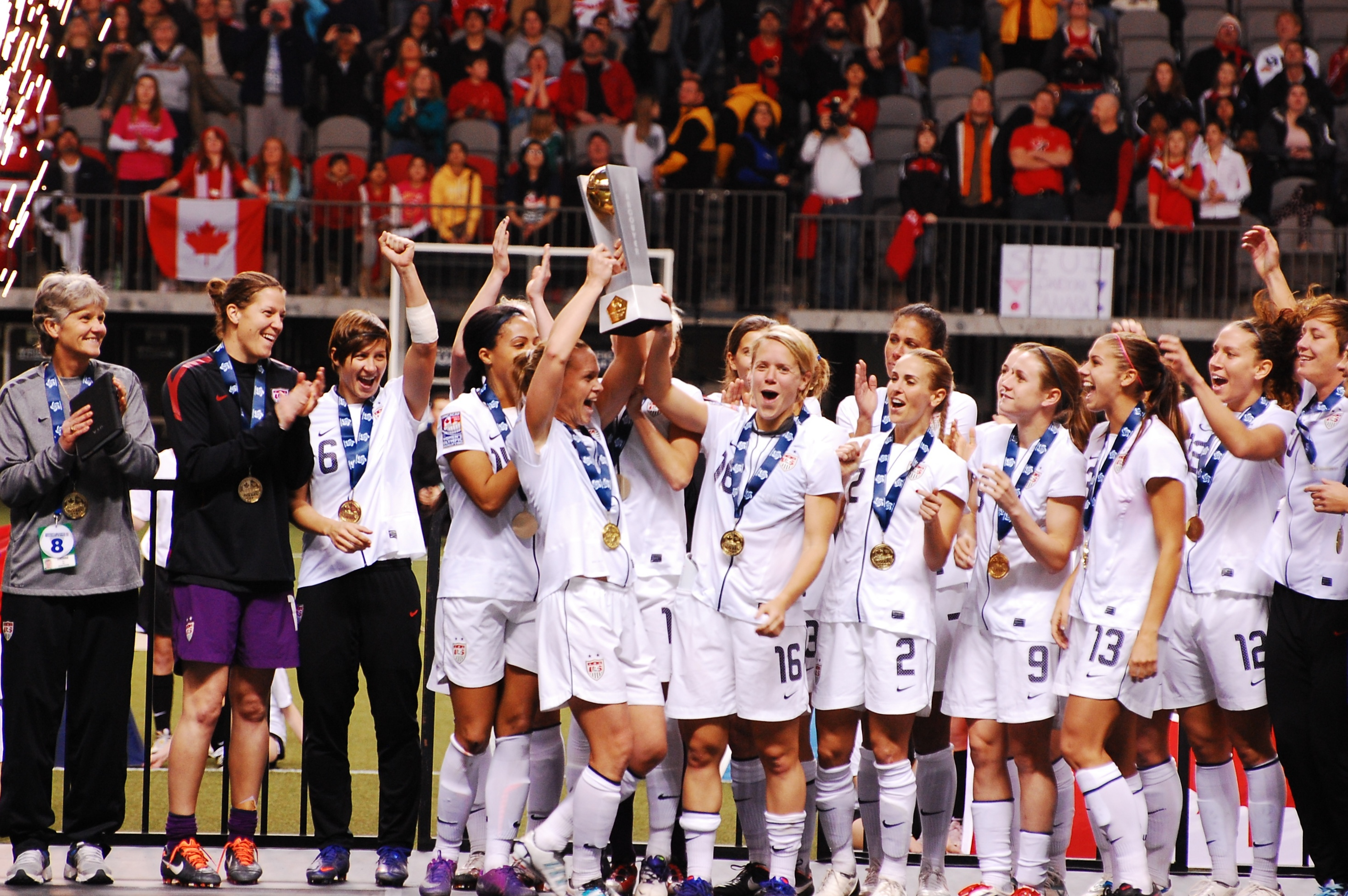
A 2012-es Aranykupa átvételekor csapattársaival, 13-as mezben.
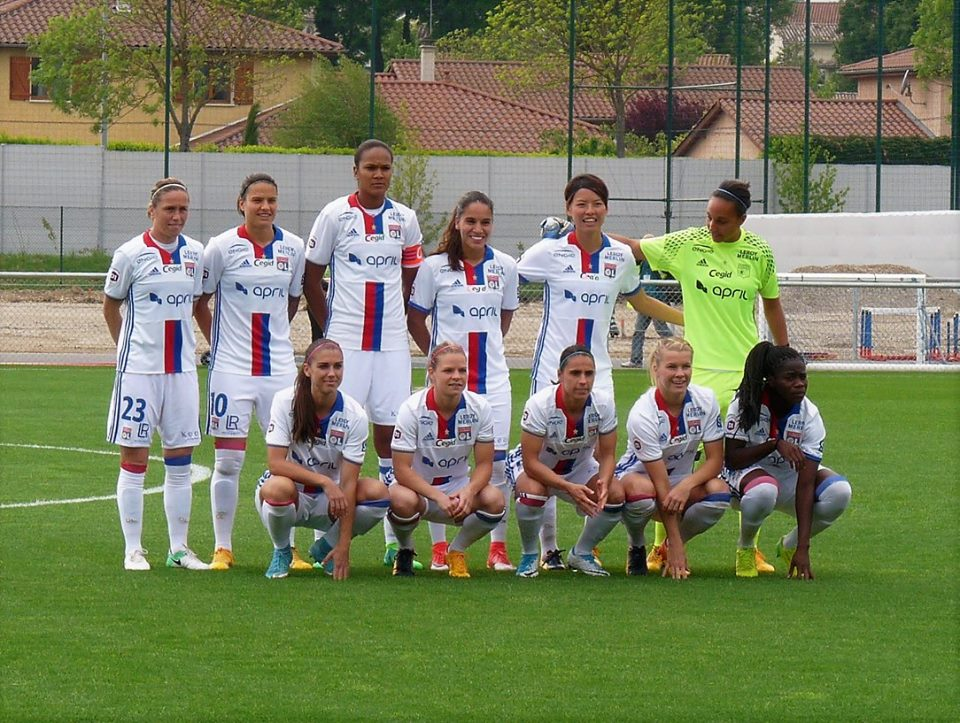
2017-ben az Olympique Lyon csapatánál.
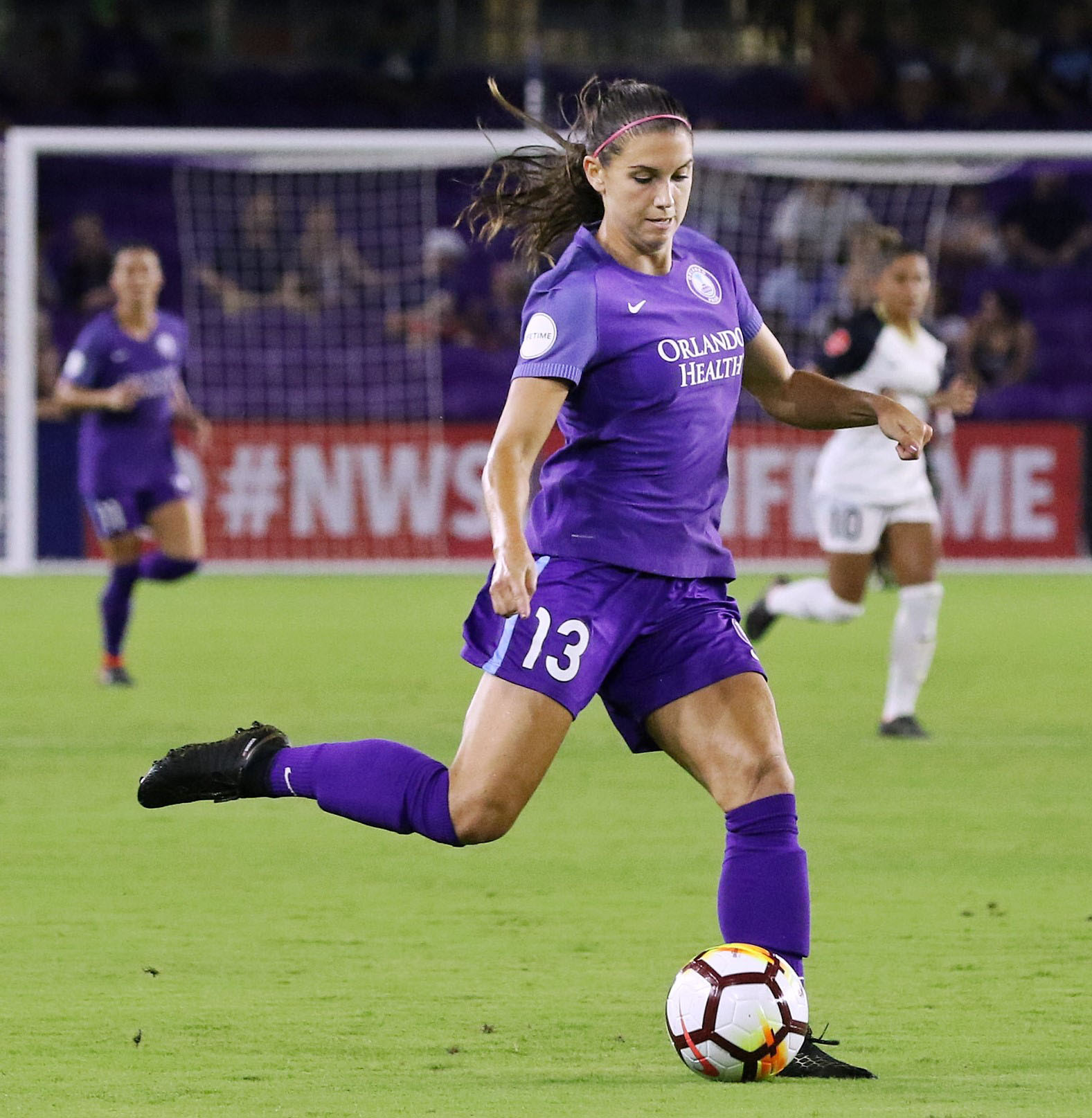
Az Orlando Pride mezében 2018-ban.
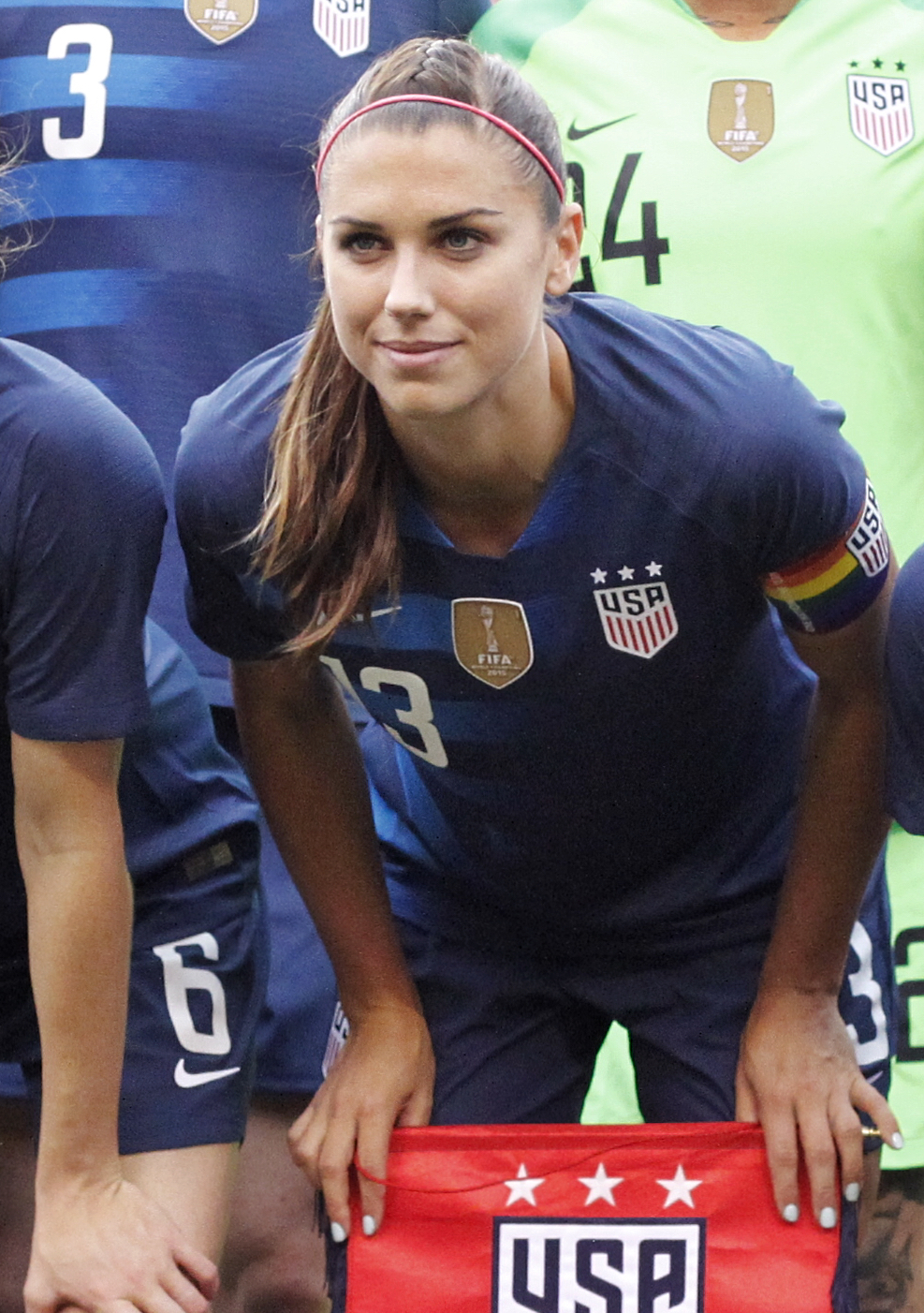
2018-ban egy Kína elleni mérkőzésen.

## Magánélete
2014. december 31-én házasodott össze Servando Carrasco profi labdarúgóval.
2020. május 7-én Charlie Elena Carrasco néven megszületett a házaspár első gyermeke.